# Stazione di Kinugasa
La stazione di Kinugasa (衣笠駅?, Kinugasa-eki) è una stazione ferroviaria situata nella città giapponese di Yokosuka, nella prefettura di Kanagawa. È servita dalla linea Yokosuka della JR East e dista 68,7 km dalla stazione di Tokyo.

## Linee
East Japan Railway Company
■ Linea Yokosuka

## Struttura
La stazione di Kinugasa è realizzata in superficie ed è dotata di un marciapiede a isola collegato al fabbricato di stazione da un sottopassaggio. Sono presenti ascensori e la stazione è priva di barriere architettoniche.
| 1 | ■ Linea Yokosuka |  | per Kurihama                                                   |
| 2 | ■ Linea Yokosuka |  | per Yokosuka, Ōfuna, Yokohama, Tokyo, Chiba e Aeroporto Narita |

## Stazioni adiacenti
| «              | Servizio       | »              |
| Linea Kinugasa | Linea Kinugasa | Linea Kinugasa |
| -------------- | -------------- | -------------- |
| Yokosuka       | Locale         | Kurihama       |